# Бат-Угър-Мумин
Бат-Угър-Мумин или Батър Мумин (на арабски: ﺎﺗﺌِﺭ ﻣوُﺀﻣﻳن) (VIII век-895 г.) е владетел (елтебер) на Волжка България през IX век. Името му не се споменава в спорните летописи Джагфар тарихъ.
Батър Мумин вероятно е по-стар син на Шилки, за когото липсват точни данни дали е принадлежал към прабългарския владетелски род Дуло. По време на управлението му, продължило 13 години, ислямът продължава своето разпространение във Волжка България.
След смъртта на Батър Мумин през 895 г. той е наследен на трона във Улус Болгар от брат си Алмиш.